# Boswellia serrata
Boswellia serrata és una espècie de planta amb flor que produeix l'encens indi. Es troba al Rajasthan i Madhya Pradesh a l'Índia. La seva aroma es considera inferior a la de les espècies B. sacra o B. frereana.
Extractes de Boswellia serrata han estat estudiats clínicament per tractar l'osteoartritis i l'artritis, particularment la del genoll. Un extracte de Boswellia es comercialitza actualment amb el nom de Wokvel al demostrar-se eficaç amb aquest tipus de patologies.